# Chiste del susurro
Los chistes de susurro (en alemán: Flüsterwitze), en la historia del humorismo alemán, eran chistes que no podían contarse en público porque abordan temas tabú, por ejemplo, criticaban a las autoridades.

## Chistes de susurro en el Tercer Reich
Los chistes del susurro se difundieron en el Tercer Reich bajo Adolf Hitler, y sirvieron para diferentes propósitos. Dentro de Alemania, los chistes expresaron críticas contra el régimen totalitario, la crítica que de otro modo habría sido objeto de persecución. Por lo tanto, podrían verse como una forma de resistencia. En las áreas ocupadas, y especialmente en los guetos nazis, los chistes de susurro pueden interpretarse como un medio de un mecanismo de supervivencia.
El siguiente es un ejemplo de una broma susurrante en la Alemania nazi, parodiada de la oración de los niños: "Querido Dios, hazme bueno / para que pueda ir al cielo" (Lieber Gott, mach mich fromm / Daβ ich in den Himmel komm), reformulado como "Querido Dios, hazme tonto / para que no venga Dachau" (Lieber Gott, mach mich stumm / Daβ ich nicht en Dachau kumm).
Ha habido bastantes bromas sobre Adolf Hitler: Hitler está visitando un neuropsiquiátrico. Los pacientes alineados junto a sus camas lo saludan con "¡Heil Hitler!". Solo un hombre se hace a un lado y no saluda. Hitler se enoja y le pregunta por qué. Él responde: “Mi Führer, soy el enfermero, ¡yo no estoy loco!”

## Chistes del susurro en la RDA
En la República Democrática Alemana, los chistes de susurros ridiculizaron al partido comunista y las elecciones estatales, o las terribles condiciones de vida en el estado comunista. A continuación se muestra el ejemplo de una broma con el Secretario General Erich Honecker:

Por la mañana, temprano, Erich Honecker llega a su oficina y abre la ventana. Saluda al sol, diciendo "¡Buenos días, querido Sol!", y este responde "Buenos días, querido Erich!". Honecker trabaja, y luego al mediodía se dirige a la ventana y dice: "¡Buenos días, querido Sol!" - "¡Buenos días, querido Erich!" Por la noche, Erich lo llama un día, y se dirige una vez más a la ventana, y dice: "¡Buenas tardes, querido Sol!" Al no escuchar nada, Honecker vuelve a decir: "¡Buenas tardes, querido Sol! ¿Qué pasa?" El sol responde: "Bésame el culo. ¡Estoy en Occidente ahora!" (una variante de la película ganadora del Oscar 2006 La vida de los otros)